# Jüdische Gemeinde Lomnice u Tišnova

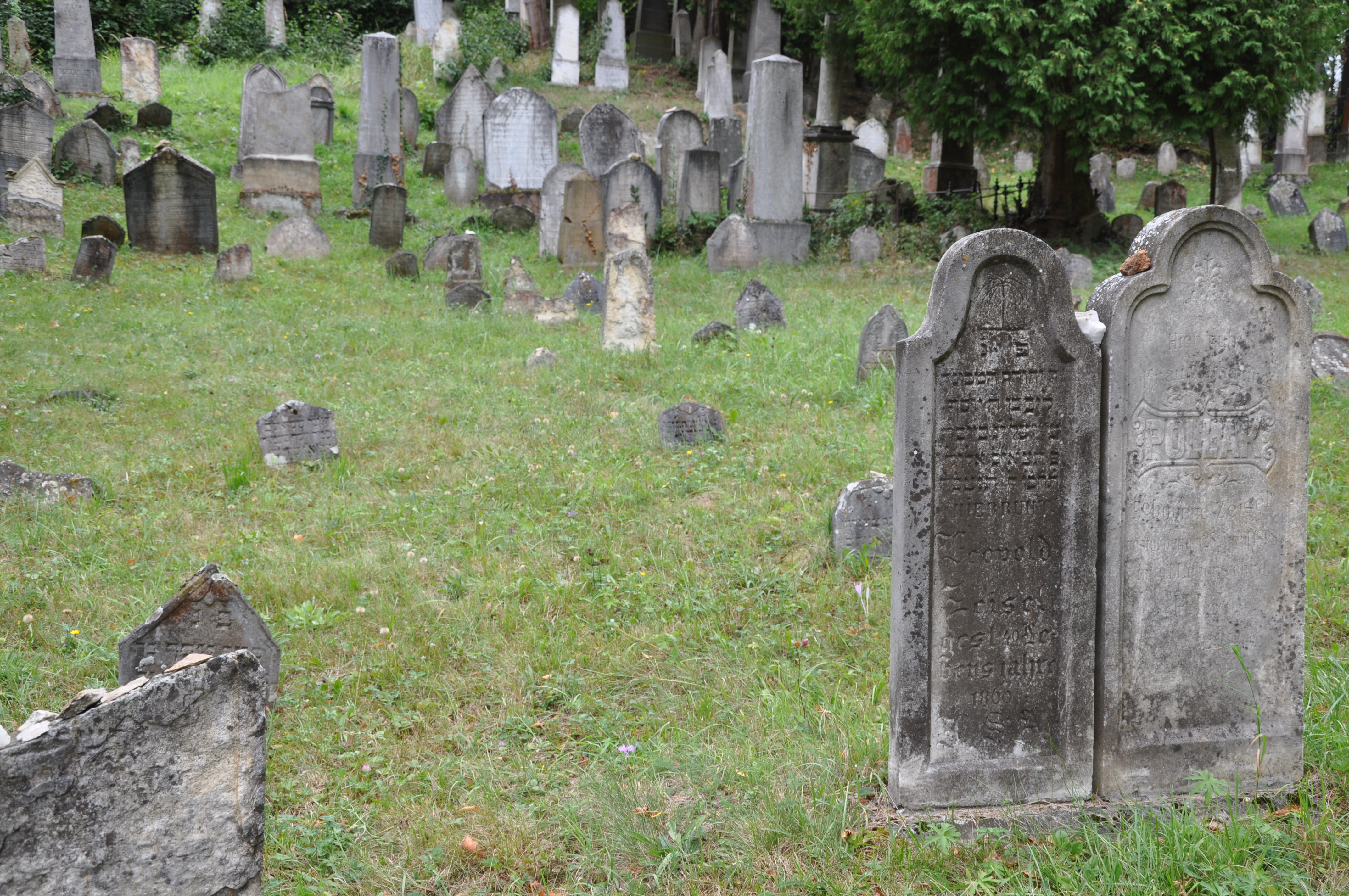
Friedhof der Gemeinde

Die jüdische Gemeinde Lomnice u Tišnova in der Gemeinde Lomnice u Tišnova, einer Minderstadt in Tschechien, bestand seit dem Anfang des 18. Jahrhunderts. 1929 wurde sie aufgelöst, nach 1939 wurden die Juden in mehreren Transporten in Konzentrationslager deportiert.

## Geschichte
Im sogenannten Achtbuch (lateinisch: acta negra maleficorum oder liber proscriptorum) der Gemeinde Velká Bíteš wird 1571 ein „gewisser Jude“ aus Lomnice erwähnt – der erste schriftliche Beleg über jüdische Bevölkerung in Lomnice u Tišnova. Im 16. und 17. Jahrhundert gab es in Lomnice nur vereinzelte jüdische Familien, erst ab Anfang des 18. Jahrhunderts wuchs die Gemeinde. 708 wurden nach Lomnice Juden aus Lysice umgesiedelt, zu diesem Zeitpunkt vermutet man in Lomnice auch eine religiöse jüdische Gemeinde mit einem Gebetssaal. Um das Jahr 1800 lebten in Lomnice etwa 80 jüdische Familien mit etwa 611 Personen, d. h. mindestens die Hälfte der Einwohner. 1830 zählte man 606 Personen, also mehr als ein Drittel. Danach sank der Anteil der jüdischen Bevölkerung kontinuierlich ab: 1848 306 Personen (20 %), 1900 waren es 88 Personen (5 %), 1930 nur noch 30  Personen (2 %).
Eine selbstständige politische jüdische Gemeinde entstand in Lomnice 1849, sie wurde jedoch in den nächsten Jahren mehrfach mit der Gemeinde von Lomnice zusammengeführt und dann wieder von ihr getrennt. Die Religionsgemeinde entstand 1886. In der ersten Hälfte des 19. Jahrhunderts gab es in der jüdischen Gemeinde eine Jeschiwa, eine jüdische Hochschule. Ein Rabbiner war hier tätig bis 1919.
Das Bekenntnis der Juden in Lomnice zu einer Sprache hing wesentlich vom sozialen Status ab. Während die reicheren Juden meist Deutsch präferierten, sprachen die ärmeren in der Regel Tschechisch. Zu einer Lockerung kam es dann nach der Gründung der Tschechoslowakei 1918. In den 1920er Jahren wurde das Ghetto nicht mehr nur von Juden bewohnt, christliche Kinder halfen bei jüdischen Religionszeremonien aus, man unterschied nicht so streng zwischen Juden und Christen. Einige Juden bekannten sich direkt zur tschechischen Nationalität.
Die politische jüdische Gemeinde wurde am 18. März 1919 aufgelöst, die letzten Spuren verschwanden etwa 1929 mit der Neugliederung der Straßen und Neunummerierung der Häuser. Die Religionsgemeinde wurde 1925 der Gemeinde in Brünn zugeordnet, anderen Angaben zufolge wurde sie erst 1928 beziehungsweise 1929 aufgelöst.

## Das jüdische Viertel
Das jüdische Viertel, architektonisch bedeutsam und als ein Ghetto etwa Mitte der ersten Hälfte des 18. Jahrhunderts angelegt, befand sich nördlich des Hauptplatzes und des Schlosses. Es bestand aus dem quadratischen Platz Židovské náměstí (Judenplatz) und der ulice Josefa Uhra (Josef-Uher-Straße). An der westlichen Seite befand sich die Synagoge, 1780–1785 erbaut, auf der östlichen das Haus des Rabbiners und das Schulgebäude. Zum jüdischen Viertel gehörte auch der jüdische Friedhof, etwa 200 m nördlich der Synagoge gelegen, aus dem Anfang des 18. Jahrhunderts, mit dem ältesten noch lesbaren Grabstein aus dem Jahr 1716. Noch ältere, ab 1686 datierte und früher dokumentierte Grabsteine könnten aus einem anderen Friedhof, vermutlich aus Lysice, stammen.

## Holocaust

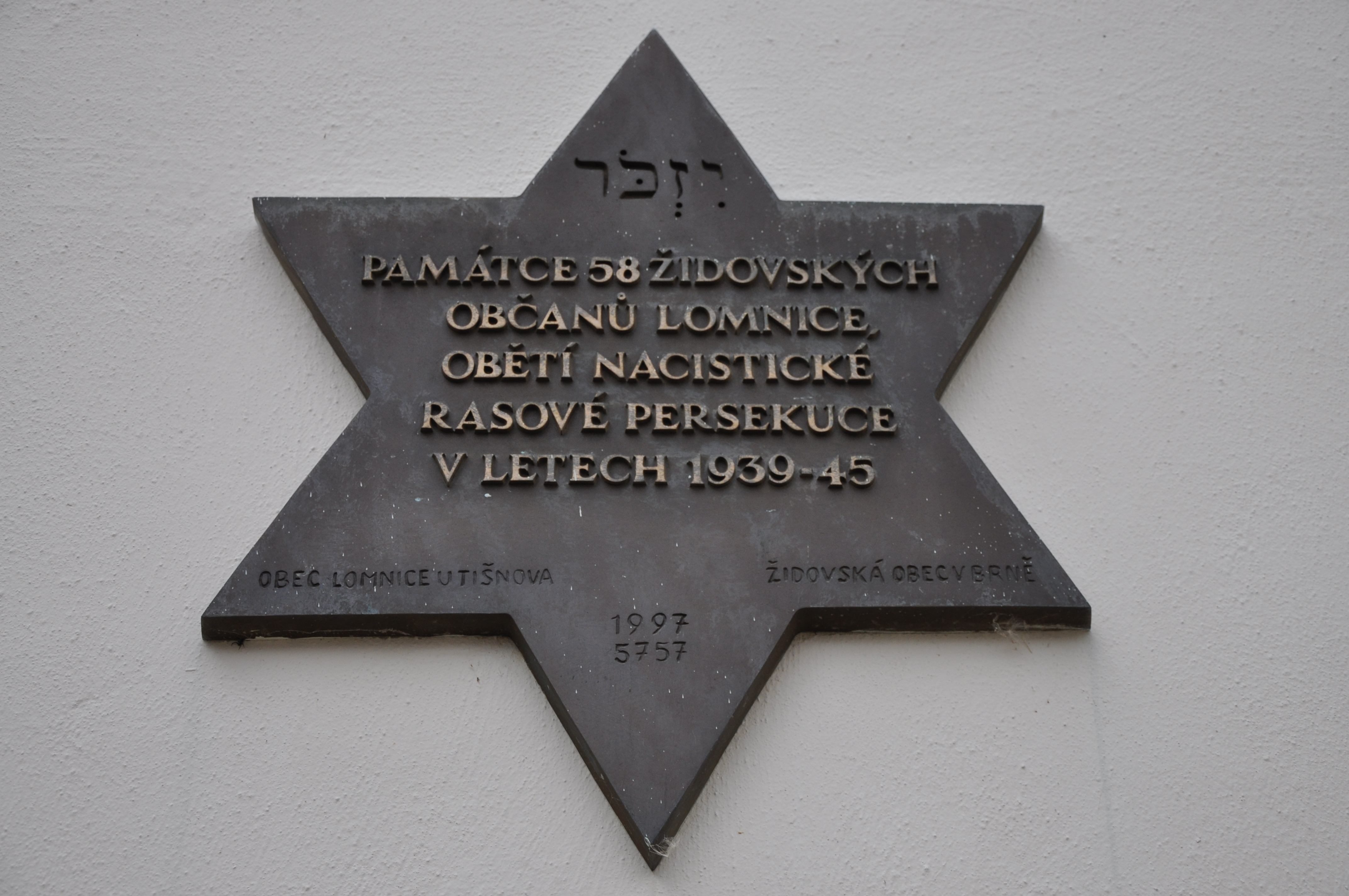
Gedenktafel von 1997

Nach der Errichtung des Protektorats Böhmen und Mähren kam es 1939/1940 zum Zuzug von etwa 35 neuen jüdischen Bürgern aus anderen, größeren Gemeinden in der Region, die in der kleinen Gemeinde den vermeintlichen Schutz vor Verfolgung suchten. Bereits im Herbst 1941 wurde ihr Eigentum jedoch konfisziert, ihre Bewegungsfreiheit wurde eingegrenzt. Zwischen Dezember 1941 und April 1942 wurden Deportationen durchgeführt. Der erste Transport fand offenbar am 5. Dezember 1941 statt (Transport K), der letzte und größte von Brünn aus am 4. April 1942 (Transport Ah). Die älteste Person in diesem Transport war Frau Schiller, 86 Jahre alt, die jüngste dann Libuška Tuliss, keine drei Jahre alt.
Nach dem Krieg kehrte nur ein Einziger, Jan Líbezný, nach Lomnice zurück, Otto Liebesný, Markéta Liebesná, Ida Weissbartová und Lilly Luisa Liebesná starben in Konzentrationslagern. Anlässlich der Wiedereröffnung der Lomnicer Synagoge 1997 wurde eine Gedenktafel für die insgesamt 58 Opfer des Holocaust enthüllt. Am 17. September 2011 wurden in Lomnice die ersten fünf Stolpersteine für die Familie Liebesny gesetzt.